# Gante-Wevelgem de 2016
A 78.ª edição da clássica ciclista Gante-Wevelgem celebrou-se na Bélgica a 27 de março de 2016 sobre um percurso de 242,8 km.
A corrida fez parte do UCI WorldTour de 2016 e foi a sétima corrida do calendário.
A corrida foi vencida pelo corredor Peter Sagan da equipa Tinkoff, em segundo lugar Sep Vanmarcke (Team LottoNL-Jumbo) e em terceiro lugar Viacheslav Kuznetsov (Team Katusha).
Durante a disputa da mesma sofreu uma queda Antoine Demoitié na que ademais foi atropelado por uma moto, horas depois foi anunciado a sua morte no hospital de Lille.

## Percorrido
A Gante-Wevelgem dispôs de um percurso total de 242,8 quilómetros com 10 cotas, uma mais que no ano anterior, no entanto, mantendo seu mesmo percurso, esta corrida faz parte do calendário de clássicas de pavé onde os primeiros 140 km não têm muita dificuldade. Os últimos 100 km concentraram 10 subidas, onde se destacava os muros do Baneberg e o Kemmelberg. A corrida inclui cinco ascensões no norte de França e cinco em Bélgica, a corrida passa por abaixo da Porta de Menin na cidade de Ypres a 23 quilómetros de meta, nas comemorações da Primeira Guerra Mundial, antes de dirigir à meta em Wevelgem num curso completamente plana.
| Número | Nome                  | Km  |
| ------ | --------------------- | --- |
| 1      | Catsberg              | 144 |
| 2      | Kokereelberg          | 148 |
| 3      | Vert Mont             | 150 |
| 4      | Côte du Ravel Put     | 152 |
| 5      | Côte da Blanchisserie | 157 |
| 6      | Baneberg              | 164 |
| 7      | Kemmelberg            | 172 |
| 8      | Monteberg             | 176 |
| 9      | Baneberg              | 203 |
| 10     | Kemmelberg            | 209 |

## Equipas participantes
Tomaram parte na corrida 25 equipas: os 18 UCI ProTeam (ao ter assegurada e ser obrigatória sua participação), mais 7 equipas Profissionais Continentais convidados pela organização. A cada formação esteve integrada por 8 ciclistas, formando assim um pelotão de 197 corredores (o máximo permitido em corridas ciclistas). As equipas participantes foram:
| Equipa                      | Cód. UCI | Categoria                |
| --------------------------- | -------- | ------------------------ |
| Tinkoff                     | TNK      | UCI ProTeam              |
| Etixx-Quick Step            | EQS      | UCI ProTeam              |
| Lotto Soudal                | LTS      | UCI ProTeam              |
| BMC Racing Team             | BMC      | UCI ProTeam              |
| Team Katusha                | KAT      | UCI ProTeam              |
| Trek-Segafredo              | TFS      | UCI ProTeam              |
| Team LottoNL-Jumbo          | TLJ      | UCI ProTeam              |
| Dimension Data              | DDD      | UCI ProTeam              |
| AG2R La Mondiale            | ALM      | UCI ProTeam              |
| Astana Pro Team             | AST      | UCI ProTeam              |
| Cannondale                  | CPT      | UCI ProTeam              |
| FDJ                         | FDJ      | UCI ProTeam              |
| IAM Cycling                 | IAM      | UCI ProTeam              |
| Lampre-Merida               | LAM      | UCI ProTeam              |
| Movistar Team               | MOV      | UCI ProTeam              |
| Team Giant-Alpecin          | TGA      | UCI ProTeam              |
| Orica GreenEDGE             | OGE      | UCI ProTeam              |
| Team Sky                    | SKY      | UCI ProTeam              |
| Topsport Vlaanderen-Baloise | TSV      | Profissional Continental |
| Wanty-Groupe Gobert         | WGG      | Profissional Continental |
| Bardiani CSF                | BAR      | Profissional Continental |
| CCC Sprandi Polkowice       | CCC      | Profissional Continental |
| Cofidis, Solutions Crédits  | COF      | Profissional Continental |
| Direct Énergie              | DÊEM     | Profissional Continental |
| Roompot Oranje Peloton      | ROP      | Profissional Continental |

## Classificação final
- As classificações finalizaram da seguinte forma:[7]

| Posição | Ciclista             | Equipa           | Tempo           |
| ------- | -------------------- | ---------------- | --------------- |
| 1.º     | Peter Sagan          | Tinkoff          | 5 h 55 min 16 s |
| 2.º     | Sep Vanmarcke        | LottoNL-Jumbo    | m.t.            |
| 3.º     | Viacheslav Kuznetsov | Katusha          | m.t.            |
| 4.º     | Fabian Cancellara    | Trek-Segafredo   | m.t.            |
| 5.º     | Arnaud Démare        | FDJ              | a 11 seg.       |
| 6.º     | Fernando Gaviria     | Etixx-Quick Step | m.t.            |
| 7.º     | Jürgen Roelandts     | Lotto Soudal     | m.t.            |
| 8.º     | Jacopo Guarnieri     | Katusha          | m.t.            |
| 9.º     | Greg Van Avermaet    | BMC Racing       | m.t.            |
| 10.º    | Michael Mørkøv       | Katusha          | m.t.            |

| 11.º | Giacomo Nizzolo      | Trek-Segafredo              | m.t.      |
| 12.º | Luka Mezgec          | Orica GreenEDGE             | m.t.      |
| 13.º | Pieter Vanspeybrouck | Topsport Vlaanderen-Baloise | m.t.      |
| 14.º | Aleksejs Saramotins  | IAM                         | m.t.      |
| 15.º | Tiesj Benoot         | Lotto Soudal                | m.t.      |
| 16.º | Koen De Kort         | Giant-Alpecin               | m.t.      |
| 17.º | Pavel Brutt          | Tinkoff                     | m.t.      |
| 18.º | Edvald Boasson Hagen | Dimension Data              | m.t.      |
| 19.º | Andri Hrivko         | Astana                      | m.t.      |
| 20.º | Tom Boonen           | Etixx-Quick Step            | a 17 seg. |

## UCI World Tour
A Gante-Wevelgem outorga pontos para o UCI WorldTour de 2016, para corredores de equipas nas categorias UCI ProTeam, Profissional Continental e Equipas Continentais. A seguinte tabela corresponde ao barómetro de pontuação:
| Posição   | 1.º | 2.º | 3.º | 4.º | 5.º | 6.º | 7.º | 8.º | 9.º | 10.º |
| Pontuação | 80  | 60  | 50  | 40  | 30  | 22  | 14  | 10  | 6   | 2    |

| Posição | Ciclista             | Equipa             | Pontos |
| ------- | -------------------- | ------------------ | ------ |
| 1.º     | Peter Sagan          | Tinkoff            | 80     |
| 2.º     | Sep Vanmarcke        | Team LottoNL-Jumbo | 60     |
| 3.º     | Viacheslav Kuznetsov | Team Katusha       | 50     |
| 4.º     | Fabian Cancellara    | Trek-Segafredo     | 40     |
| 5.º     | Arnaud Démare        | FDJ                | 30     |
| 6.º     | Fernando Gaviria     | Etixx-Quick Step   | 22     |
| 7.º     | Jürgen Roelandts     | Lotto Soudal       | 14     |
| 8.º     | Jacopo Guarnieri     | Team Katusha       | 10     |
| 9.º     | Greg Van Avermaet    | BMC Racing Team    | 6      |
| 10.º    | Michael Mørkøv       | Team Katusha       | 2      |

Ademais, também outorgou pontos para o UCI World Ranking (classificação global de todas as corridas internacionais).
| Posição   | 1.º | 2.º | 3.º | 4.º | 5.º | 6.º | 7.º | 8.º | 9.º | 10.º |
| Pontuação | 500 | 400 | 325 | 275 | 225 | 175 | 150 | 125 | 100 | 85   |

| Posição | Ciclista             | Equipa             | Pontos |
| ------- | -------------------- | ------------------ | ------ |
| 1.º     | Peter Sagan          | Tinkoff            | 500    |
| 2.º     | Sep Vanmarcke        | Team LottoNL-Jumbo | 400    |
| 3.º     | Viacheslav Kuznetsov | Team Katusha       | 325    |
| 4.º     | Fabian Cancellara    | Trek-Segafredo     | 275    |
| 5.º     | Arnaud Démare        | FDJ                | 225    |
| 6.º     | Fernando Gaviria     | Etixx-Quick Step   | 175    |
| 7.º     | Jürgen Roelandts     | Lotto Soudal       | 150    |
| 8.º     | Jacopo Guarnieri     | Team Katusha       | 125    |
| 9.º     | Greg Van Avermaet    | BMC Racing Team    | 100    |
| 10.º    | Michael Mørkøv       | Team Katusha       | 85     |